# デジタルコンテンツ
デジタルコンテンツ（英語：digital content）という語は、コンテナ（container）の中身（コンテンツ、content）が、数値的（ディジット: digit 指で数える、というのが原義）である、という語で、マルチメディアあるいはマルチでないメディアにおいて、その中身の保存媒体における保存方式が、交流バイアス方式や振幅変調や周波数変調などのアナログ記録方式ではなく、PCMなどのディジタル記録方式でなければディジタルデータは保存できないため、ディジタル記録方式で保存される。
デジタル形式の映画・TV番組・映像作品（ビデオパッケージ）・ゲーム・データベース・ウェブサイト・プログラムソフト・テキスト・コミック・音楽・アニメ・ビジュアル（写真・アート・CG）・キャラクターなどを指す（キャラクターとは人格などのことであるが、それがディジタルに記録可能なのであれば）。あるいは以上のような著作物ないし著作物性のないものの他、ノイズなどの全く有意な情報の無いものでも、コンテンツ（中身）であって離散的な数値的（ディジタル）であれば、デジタルコンテンツである。デジタルデータであってコピーしても劣化しないことがアナログのコンテンツに対して際立った特徴であるが、たいていはDRMのせいでむしろアナログよりも使い勝手が悪いのが正常な状態である。インタラクティブ (双方向)性を持っていることも多い。
このデジタルコンテンツで金儲けをしようという産業をコンテンツ産業などと言い、2008年の国際コンテンツフェスティバル（経済産業省、文化庁と映像産業振興機構（VIPO）が推進）など、ゲーム、アニメ、コミック（マンガ・漫画）・キャラクター、音楽、放送、映画を産業分野として定義している。
また、eラーニングなどのデジタル形式の教材も含まれる（そもそも冒頭で述べたように、中身がディジタルなら、著作物でないようなものであろうがディジタルコンテンツという語義には含まれる）。